# Кенонс-парк (станція метро)
51°36′28″ пн. ш. 0°17′41″ зх. д. / 51.607778° пн. ш. 0.294722° зх. д.
Кенонс-парк (англ. Canons Park) — станція лінії Джубилі Лондонського метро, у Кенонс-парк, Лондон. Розташована у 5-й тарифній зоні, між станціями Станмор та Квінсбері. Пасажирообіг на 2017 рік — 3.07 млн

## Історія
- 10 грудня 1932: відкриття станції у складі Metropolitan Railway (сьогоденна лінія Метрополітен)
- 20 листопада 1939: відкриття трафіку лінії Бейкерлоо[3].
- 1 травня 1979: закриття трафіку Бейкерлоо, відкриття Джубилі.

## Пересадки
- на автобуси оператора London Buses маршрутів: 79, 186, 340 та нічний маршрут N98.